# Texas Tyrants 2023
Questa voce raccoglie le informazioni riguardanti i Texas Tyrants nelle competizioni ufficiali della stagione 2023.

## Stagione
I Texas Tyrants partecipano al loro terzo campionato NVA. Dopo il primo posto in National Conference, ai play-off scudetto superano i Puerto Rico Pythons ai quarti di finale, ma vengono estromessi dalla corsa per il titolo dagli OC Stunners; si aggiudicano in seguito la finale per il terzo posto ai danni dei Las Vegas Ramblers.

## Organigramma societario
Area direttiva
- Presidente: Gianluca Grasso

Area tecnica
- Allenatore: Mauro Grasso

## Rosa
| N° | Nome              | Ruolo | Data di nascita  | Nazionalità sportiva |
| -- | ----------------- | ----- | ---------------- | -------------------- |
| 1  | Anthony Robinson  | S     | 10 novembre 1991 | Stati Uniti          |
| 2  | Mario Meza        | L     | 9 dicembre 1992  | Stati Uniti          |
| 3  | Tanner Maxwell    | P     | 3 dicembre 1993  | Stati Uniti          |
| 4  | Skyler Marushige  | C     | 3 giugno 1998    | Stati Uniti          |
| 5  | Antwain Aguillard | C     | 22 agosto 1989   | Stati Uniti          |
| 6  | Austin Matautia   | S     | 9 febbraio 1998  | Stati Uniti          |
| 7  | Christopher Hall  | P     | 23 giugno 1999   | Stati Uniti          |
| 9  | Gianluca Grasso   | S     | 3 dicembre 1995  | Porto Rico           |
| 10 | Jake Langlois     | S     | 14 maggio 1992   | Stati Uniti          |
| 11 | José Mulero       | L     | 25 ottobre 1991  | Porto Rico           |
| 14 | Ryan Mather       | O     | 14 gennaio 1993  | Stati Uniti          |
| 15 | Vecas Lewin       | C     | 1º gennaio 1998  | Stati Uniti          |
| 17 | Joseph Grosh      | C     | 27 gennaio 1994  | Stati Uniti          |

## Statistiche

### Statistiche di squadra
| Competizione | Punti | In casa | In casa | In casa | In trasferta | In trasferta | In trasferta | Totale | Totale | Totale |
| Competizione | Punti | G       | V       | P       | G            | V            | P            | G      | V      | P      |
| ------------ | ----- | ------- | ------- | ------- | ------------ | ------------ | ------------ | ------ | ------ | ------ |
| NVA          | 26    | -       | -       | -       | -            | -            | -            | 13     | 11     | 2      |
| Totale       | -     | -       | -       | -       | -            | -            | -            | 13     | 11     | 2      |

G = partite giocate; V = partite vinte; P = partite perse

### Statistiche dei giocatori
Dati non disponibili.